# Powiat Oroszlány
Powiat Oroszlány (węg. Oroszlányi járás) – jeden z siedmiu powiatów komitatu Komárom-Esztergom na Węgrzech. Siedzibą władz jest miasto Oroszlány.

## Miejscowości powiatu Oroszlány
- Bokod
- Dad
- Kecskéd
- Kömlőd
- Oroszlány
- Szákszend